# Ратуменновы ворота
Ратуменновы ворота (лат. Porta Ratumena/Ratumenna) — некогда ворота Сервиевой стены в Риме.
Ворота находились между холмами Капитолий и Квиринал. Название ворот пошло, по легенде, от имени этрусского воина из Вейи, чьи лошади понесли и выбросили его у этих ворот и остановились у Капитолийского храма. По мнению некоторых авторов, эти ворота вовсе не являлись городскими воротами.